# Философија паланке
Философија паланке је филозофско-есејистичка књига српског филозофа и књижевника Радомира Константиновића.
Философија паланке се сматра Константиновићевим најзначајнијим делом. Прво издање објављено је 1969. у другој свесци часописа Трећи програм. Пре појављивања текста у штампаном формату, поједини његови делови су већ били познати јавности будући да их је сам аутор читао на таласима Трећег програма Радио Београда током седам вечери између 4. и 15. августа исте године.
По речима Милана Влајчића, Константиновићева студија је „продорно и убедљиво анализирала паланку као дух затворености, страх од света с оне стране брда, дух племенске саборности и зазорности према сваком разликовању. Страх од отворености према непознатом, другачијем, води ка традиционализму у коме се крије спас од опасности трагања и довођења у питање сопствене егзистенције. Константиновић највише начело паланке види у окамењеној, националној култури, са историјом и њеним државотворним митовима.“
Од свог појављивања, па све до данас, књига не престаје да изазива полемике и сукобе у српским академским круговима. Оспоравана и хваљена, углавном је тумачена са аспекта личних афинитета и идеолошке припадности, а често је служила и као ослонац за различите приземне увреде полемичара. У новије време приметан је покушај објективнијег сагледавања њеног значаја и улоге у европској и српској култури, мада вредносни судови још увек не одмичу од субјективног.
До данас је у Србији штампано седам издања ове књиге.